# Donje Gire
Donje Gire (cyr. Доње Гире) – wieś w Bośni i Hercegowinie, w Republice Serbskiej, w mieście Sarajewo Wschodnie, w gminie Sokolac. W 2013 roku liczyła 14 mieszkańców.